# Колонізація Марса

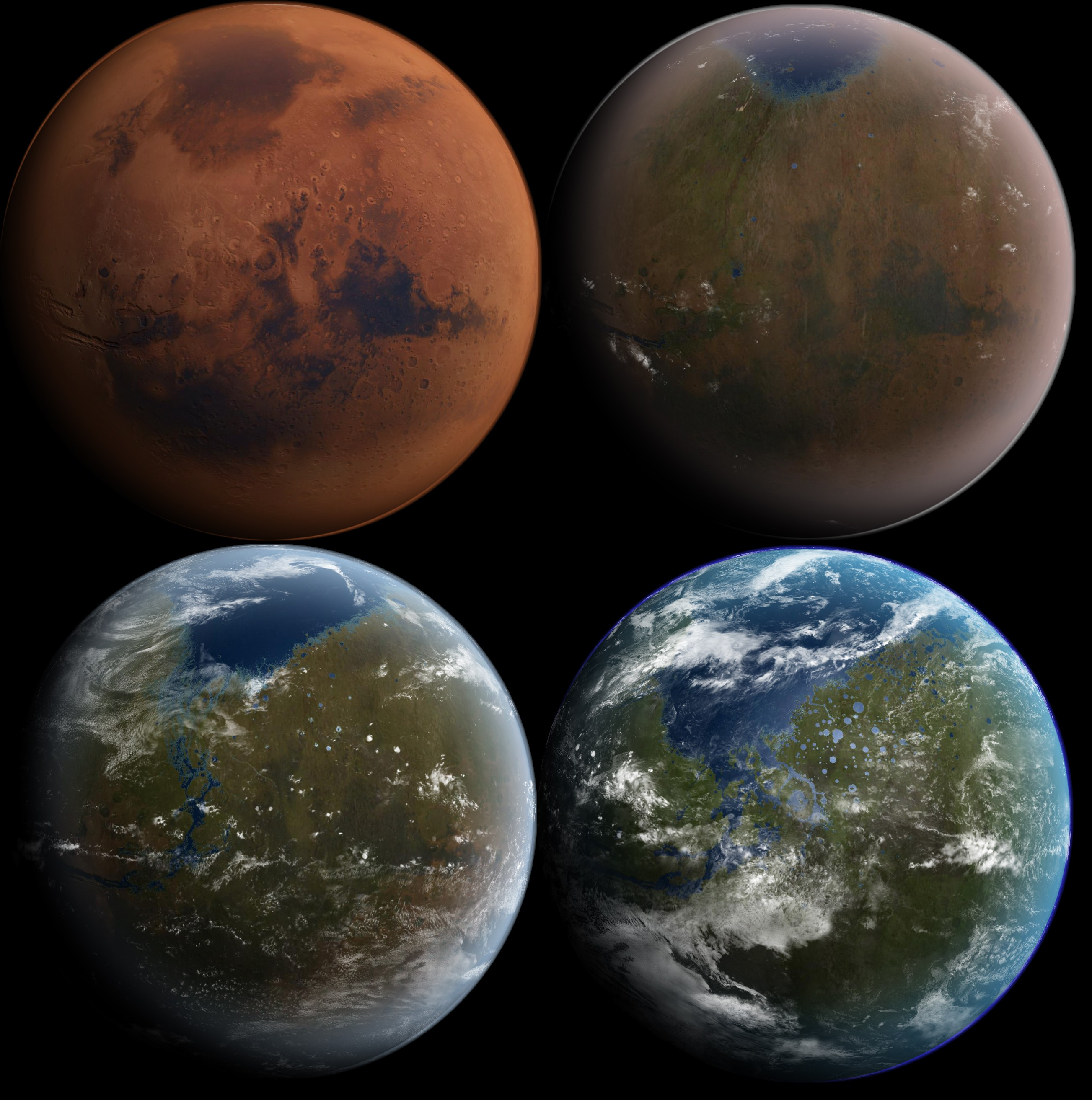
Етапи тераформування Марса

Колонізація Марса — один із етапів космічної експансії людства, що охоплює проєктування та будівництво різних комплексів та споруд на Марсі, і заселення їх людиною.
Колонізація Марса включає тераформування Марса — зміну кліматичних умов планети для приведення атмосфери, температури та екологічних умов до стану, придатного для проживання земних рослин і тварин. На першому етапі — створення маленьких «марсиків» — поселень на планеті Марс.
Колонізація космосу — великий крок для майбутнього людства. Марс завжди був центром уваги як різноманітних припущень, так і серйозних досліджень в області створення колоній.
Марс — планета, подорож до якої із Землі потребує найменших енергетичних витрат з-поміж усіх, не враховуючи Венери. Подорож по найекономічнішій напівеліптичній орбіті триватиме близько 9 місяців, а із підвищенням початкової швидкості час польоту швидко скоротиться, оскільки зменшиться і довжина траєкторії. Перед тривалим перельотом для поповнення космічного корабля на орбіті Землі або Марса ракетним паливом розглядається можливість космічної заправки.

## Спільні із Землею риси
- Доба на Марсі триває 24 години 39 хвилин 35,244 секунди, що дуже близько до земних умов.
- Площа поверхні Марса становить 28,4 % земної — трохи менше площі суші на Землі (що становить 29,2 % від усієї земної поверхні).
- Нахил осі Марса до площини екліптики становить 25,19°, а земної — 23,44°. Унаслідок чого на Марсі, як і на Землі, існує зміна пір року, хоча вона і відбувається майже удвічі довше, оскільки марсіанський рік у 1,88 раза довше земного.
- На Марсі є атмосфера. Незважаючи на те, що її щільність становить лише 0,007 земної, вона дає мінімальний початковий захист від сонячної радіації, а також була успішно використана для аеродинамічного гальмування космічного літального апарата.
- Останні дослідження НАСА підтвердили наявність води на Марсі[1]. Таким чином, умови на Марсі можуть виявитись достатніми для підтримання життя.
- Параметри марсіанського ґрунту (співвідношення pH, наявність необхідних для рослин хімічних елементів, та деякі інші характеристики) близькі до земних, і на марсіанському ґрунті теоретично можливо вирощувати рослини[2].
- Деякі матеріали можна не доставляти із Землі, а виробляти на Марсі in situ. Наприклад, із діоксиду вуглецю, екстрагованого із марсіанської атмосфери, завдяки реакції Сабатьє можна отримати метан, що є пальним для космічних апаратів та ракет. Окисник (кисень) отримують електролізом води:

{\displaystyle {\ce {CO2 + 4H2 -> CH4 + 2H2O}}};
{\displaystyle {\ce {2H2O -> 2H2 + O2}}}.

## Відмінні від Землі риси
- Сила тяжіння на Марсі приблизно у 2,63 раза менша (0,38 g), ніж на Землі. Досі невідомо, чи достатньо цього для уникнення проблем, пов'язаних із невагомістю.
- Температура поверхні Марса значно нижча за земну. Максимальна становить +30 °C (опівдні на екваторі), мінімальна −123 °C (взимку на полюсах). При цьому температура приповерхневого шару атмосфери — завжди нижче нуля.
- На поверхні Марса немає води у рідкому агрегатному стані.
- Зважаючи на те, що Марс перебуває далі від Сонця, кількість сонячної енергії, що досягає його поверхні, приблизно вдвічі менша, ніж на Землі.
- Орбіта Марса має більший ексцентриситет, що збільшує річні коливання температури та кількості сонячної енергії.
- Атмосферний тиск на Марсі надто малий для того, щоб люди могли вижити без пневмокостюму. Житлові приміщення на Марсі доведеться обладнувати шлюзами на кшталт тих, що встановлюються на космічних кораблях, які могли б підтримувати земний атмосферний тиск.
- Марсіанська атмосфера складається в основному із вуглекислого газу (95 %). Тому, не зважаючи на її низьку щільність, парціальний тиск CO2 на поверхні Марса у 52 рази вищий, ніж на Землі, що, можливо, дозволить підтримувати рослинність.
- У Марса є два природні супутники, Фобос і Деймос. Вони набагато менші і ближчі до планети, ніж Місяць до Землі. Ці супутники можуть виявитися корисними при перевірці засобів колонізації астероїдів.
- Магнітне поле Марса слабше земного приблизно у 800 разів.
- Північний полюс на Марсі вказує на сузір'я Лебедя, а не на Малу Ведмедицю.
- Виявлення апаратом Фенікс, що приземлився поблизу Північного полюсу Марса у 2008 році, у ґрунті перхлоратів ставить під сумнів можливість вирощування у марсіанському ґрунті земних рослин без додаткових експериментів.

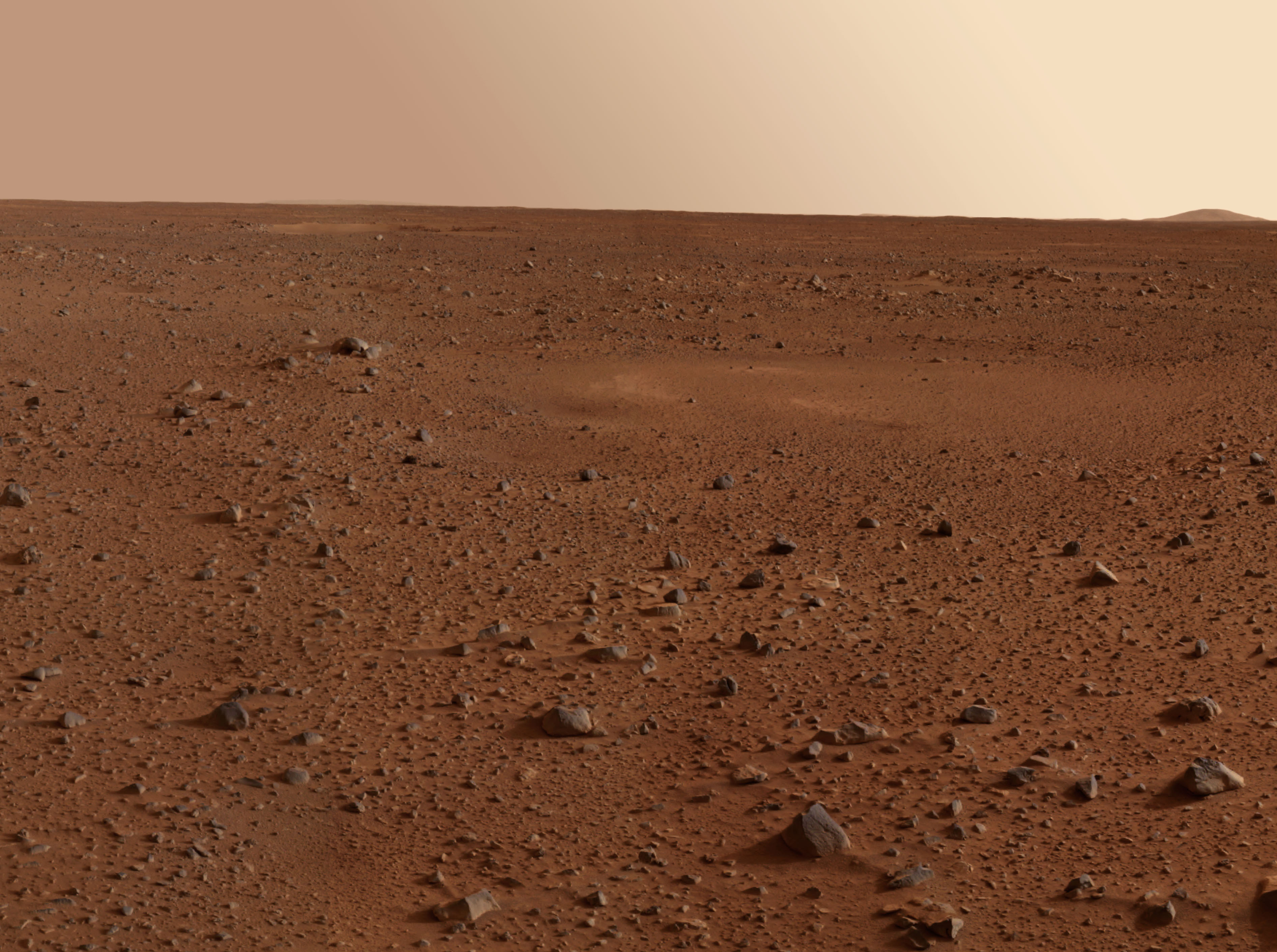
Область Кратера Гусєва, сфотографована американським марсоходом Spirit Rover

## Придатність для освоєння
Без захисного спорядження людина не зможе вижити на поверхні Марса й декількох хвилин. Однак, у порівнянні із умовами на спекотних Меркурії та Венері, холодних зовнішніх планетах та позбавлених атмосфери Місяці та астероїдах, умови на Марсі видаються придатнішими для освоєння планети людиною. На Землі є місця, у яких природні умови багато у чому схожі на марсіанські. Атмосферний тиск на висоті 34668 метрів — рекордна за висотою точка, якої досягла повітряна куля із командою на борту (травень 1961 р.) — приблизно відповідає тиску на поверхні Марса. Вкрай низькі температури в Арктиці та Антарктиді рівні середній температурі на Марсі (−46 °C). Також на Землі є пустелі, ззовні схожі із марсіанським ландшафтом.

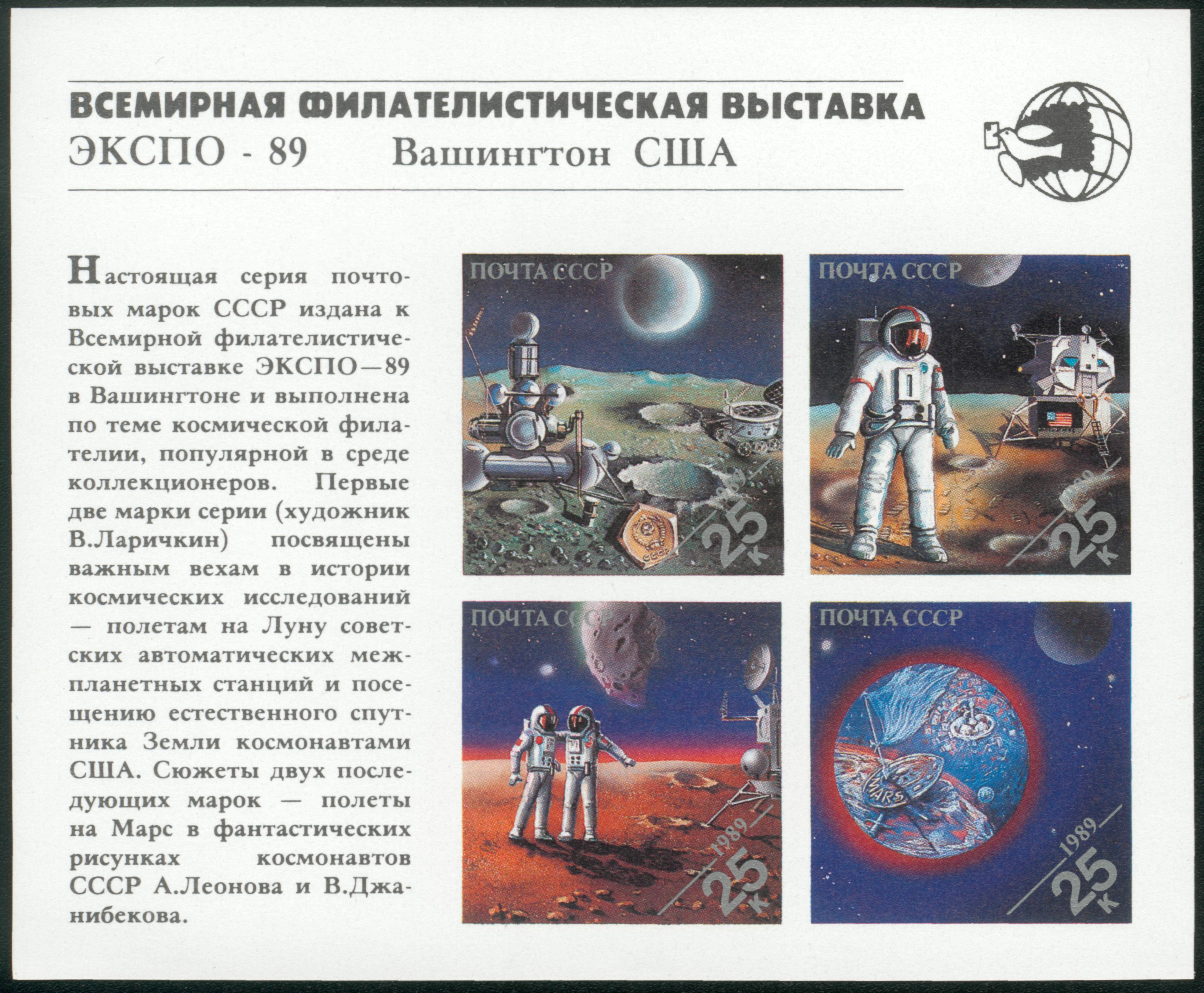
Ілюстрація освоєння Марса та Місяця на спільному американсько-радянському поштовому блоці 1989 р. Текст: Цю серію поштових марок СРСР видано до Світової філателістичної виставки ЕКСПО-89 у Вашингтоні та виконано за темою космічної філателії, популярної в середовищі колекціонерів. Перші дві марки серії (художник В. Ларичкін) присвячено важливим віхам в історії космічних досліджень — польотам на Місяць радянських автоматичних міжпланетних станцій і відвідуванню природного супутника Землі космонавтами США. Сюжети двох наступних марок — польоти на Марс у фантастичних малюнках космонавтів СРСР О. Леонова і В. Джанібекова.

Джерела отримання енергії на Марсі — фотовольтаїка (перетворення сонячного світла на електроенергію)

## Способи тераформування Марса

### Основні завдання
- Створення атмосфери із тиском, за якого було б можливе існування води у рідкому агрегатному стані.
- Підвищення температури у приекваторіальних територіях до +10…+20 °C (за допомогою парникового ефекту, створеного флуорокарбоновими сполуками)
- Створення аналога озонового шару для захисту від ультрафіолетового випромінювання
- Створення біосфери

### Способи
- Найбільш оптимальним видається поширення на поверхні Марса генно-модифікованих лишайників чорного кольору, що перероблятимуть марсіанські мінерали на газоподібні фторвуглеводні з'єднання.

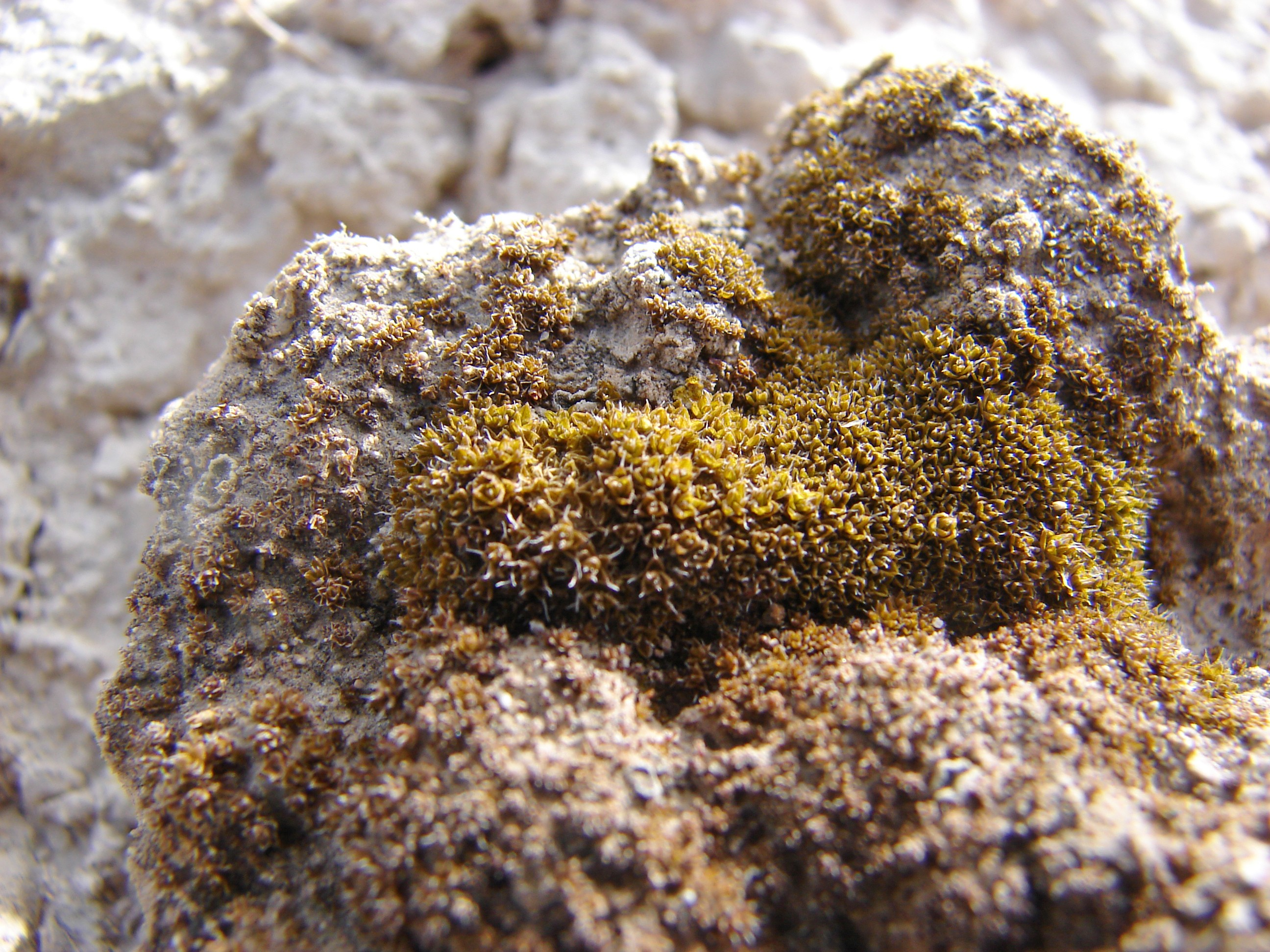
Аридниця сивожилкова

- Аридниця сивожилковаАридниця сивожилкова вважається найперспективнішою рослиною для колонізації Марса та інших позаземних територій, задля утворення біомаси та кисню[4].
- Бомбардування поверхні Марса астероїдами з Головного поясу астероїдів, з метою нагрівання атмосфери і наповнення її водою та газами.
- Обвал на поверхню Марса одного із його супутників (Фобоса або Деймоса), з метою нагрівання атмосфери і наповнення її водою та газами.

Слід зазначити, що останні два із вищенаведених способів вимагають ґрунтовних розрахунків, спрямованих на вивчення подібного впливу на планету, її орбіту, швидкість обертання тощо, адже знищення природних супутників Марса викличе непередбачуваність нахилу осі обертання планети (оскільки Фобос і Деймос, певною мірою, відіграють роль балансирів).

## Радіація
Магнітне поле Марса слабше за земне приблизно у 800 разів. Разом із розрідженою атмосферою це збільшує кількість іонізуючого випромінювання, що досягає його поверхні. Радіаційні вимірювання, проведені американським безпілотним космічним апаратом The Mars Odyssey, показали, що радіаційний фон на орбіті Марса в 2,2 раза перевищує радіаційний фон на МКС. Середня доза склала приблизно 220 мілірада на день (2,2 мілігрея на день або 0,8 грея на рік). Обсяг опромінення, отриманого в результаті перебування у такому фоні протягом трьох років, наближається до гранично допустимих меж, встановлених для космонавтів. На поверхні Марса радіаційний фон буде, швидше за все, трохи нижчим і може значно змінюватися у залежності від місцевості, висоти і локальних магнітних полів. Житлові та робочі приміщення можна буде екранувати за допомогою марсіанського ґрунту, сильно знижуючи ступінь опромінення людей під час їх перебування всередині комплексу.
Періодичні сонячно-протонні шторми (СПШ) спричинюють набагато вищі дози опромінення. Космонавтів на Марсі можна попереджати про СПШ сенсорами, що знаходяться ближче до Сонця, щоб вони могли сховатися під час цих штормів. Деякі СПШ, не помічені навколоземними датчиками, були відстежені електронікою The Mars Odyssey з орбіти Марса, що дозволяє зробити припущення про спрямованість СПШ. Із цього припущення можна зробити висновок про необхідність мережі детекторів навколо Сонця для забезпечення своєчасного виявлення всіх небезпечних для Марса СПШ.

## Пілотований політ на Марс
Створення космічного корабля для польоту на Марс — складне завдання. Однією з головних проблем є захист космонавтів від потоків сонячної радіації. Пропонується кілька шляхів вирішення цієї проблеми, наприклад, створення особливих захисних матеріалів для корпусу або навіть розробка магнітного щита, подібного за механізмом дії планетарному.
Паливо для зворотнього польоту до Землі у НАСА пропонують видобувати з марсіанського реголіту (пиловидного ґрунту).

## Зв'язок із Землею
Затримка сигналів від Марса до Землі, обумовлена скінченною швидкістю світла, обчислюється хвилинами. Світловий сигнал долає відстань від Марса до Землі від 3 до 22 хвилин, залежно від розташування планет у момент подачі сигналу. Проте використання електромагнітних хвиль (у тому числі світлових) не дає можливості підтримувати зв'язок із Землею безпосередньо (без супутника ретрансляції), коли планети знаходяться у протилежних точках орбіт відносно Сонця.
Американське космічне агентство НАСА за рахунок розробки і створення принципово нових двигунів космічних кораблів найближчим часом планує розробити програму спрямовану на скорочення вдвічі (з 8 до 4 місяців) часу польоту на Марс.
НАСА за рахунок розробки і створення принципово нових двигунів космічних кораблів найближчим часом планує розробити програму спрямовану на скорочення вдвічі (з 8 до 4 місяців) часу польоту на Марс.

## Можливі місця заснування колоній

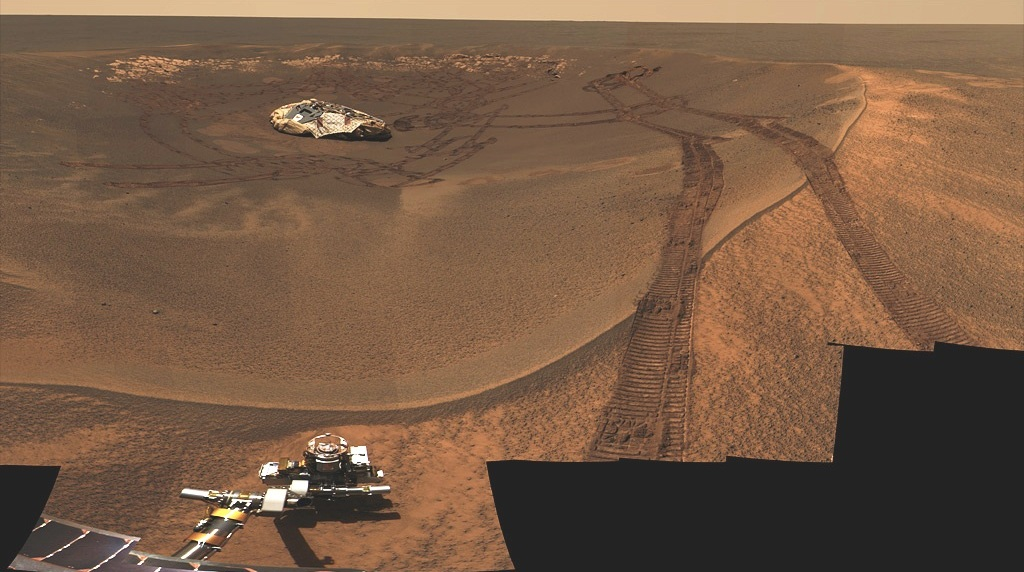
Марсохід «Оппортьюніті» на поверхні Марса

Найкращі місцини для заснування колоній розташовані біля екватора та у низовинах. У першу чергу це:
- Западина Еллада — має глибину 8 км, і на її дні тиск на планеті є найвищим, завдяки чому у цій місцевості найменший рівень фону від космічних променів на Марсі.
- Долина Маринера — не настільки глибока, як западина Еллада, але в ній найбільші максимальні температури на планеті, що розширює вибір конструкційних матеріалів для будівництва Колонії.

У разі тераформування Марса перша відкрита водойма з'явиться у долині Маринера.
Сучасні науковці роблять спроби проєктування і виготовлення макетів житла для людини на Марсі.
У жовтні 2023 року, фахівці НАСА представили оновлену карту Марса з ймовірними покладами водяного льоду під поверхнею. Карта показує регіони, де водяний лід залягає не глибше одного метра. У космічній агенції зазначають: лід — це вода, яка дасть паливо і стане джерелом для життя. Наявність легкодоступного льоду стане вирішальним фактором для вибору місця майбутньої висадки на Марс роботів або людей.

## Економічний потенціал колонізації Марса

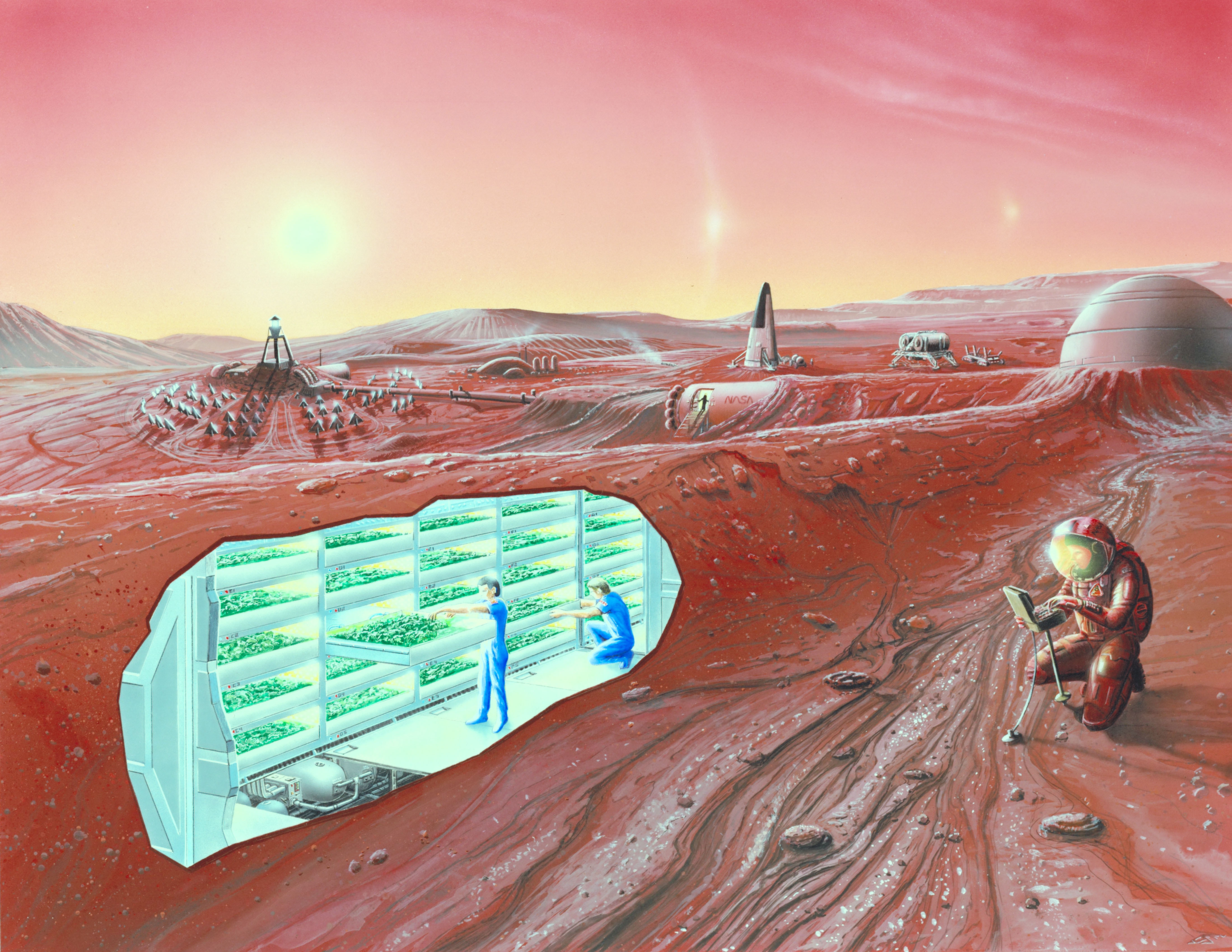
Можливий вигляд колонії на Марсі.

- Південна півкуля Марса розплавленню не піддавалася, на відміну від усієї поверхні Землі — тому гірські породи південної півкулі успадкували кількісний склад протопланетної хмари. За розрахунками кора Південної півкулі має бути збагаченою тими елементами (відносно Землі) які на Землі «потонули» у її ядрі при розплавленні планети: метали групи міді, заліза та платинові, вольфрам, реній, уран. Вивезення на Землю ренію, платинових металів, срібла, золота та урану має хороші перспективи, але вимагає для реалізації наявності поверхневої водойми з рідкою водою для збагачувальних процесів.
- Відсутність біосфери і високий фон космічних променів дозволяють широкомасштабно застосовувати термоядерні заряди для великомасштабних змін рельєфу і розкриття рудних тіл.
- Малі відносно Землі маса і щільність планети дозволять набагато раніше, ніж на Землі, реалізувати космічний ліфт (із сучасних масових конструкційних матеріалів), не чекаючи створення довгих стрічок із графену або нанотрубок. Це наблизить вартість доставки з тривалим терміном зберігання вантажу із Марса на Землю до вартості міжконтинентальних авіаперевезень.

## Підготовка до колонізації
Марсіанська дослідницька станція, на якій проводять геологічні та соціальні дослідження, симулюючи можливе життя астронавтів на поверхні Червоної планети створена та функціонує у пустелі Сан-Рафаель, що розташована в південно-центральній частині штату Юта (США). Зазначена дослідницька станція класифікується як геологічний аналог поверхні Червоної планети, тому що геологія навколишньої пустелі наскільки це можливо дуже близька до геології Марса. За результатами найновіших досліджень групи з Європи, було встановлено, що найкращий екіпаж, який полетить на Марс, має складатися повністю з жінок, адже вони порівняно з чоловіками споживають менше ресурсів — повітря, води, їжі, яких обмаль в космосі. 19 листопада 2023 року, згідно повідомлення Голосу Америки, станцію очолив український інженер Сергій Якимов.

## Програма компанії SpaceX щодо колонізації Марса
Програма компанії SpaceX щодо колонізації Марса — мета, яку поставила перед собою компанія SpaceX і, зокрема, її засновник Ілон Маск: доставити людей жити на Марс. В англомовних джерелах програма також відома під назвою Occupy Mars.
План полягає у створенні великого самодостатнього поселення та демократичної автономної колонії на Марсі. Мотивацією для цього є переконання, що колонізація Марса перетворить людство на багатопланетний вид, тим самим забезпечивши довгострокове виживання людства у разі його вимирання на Землі. Колонізація має бути здійснена за допомогою масово вироблюваних багаторазових надпотужних ракет-носіїв Starship, які називають «Святим Граалем ракетобудування» для позапланетної колонізації.
Плани колонізації Марса отримали як схвальні відгуки, так і критику. Їх підтримує суспільний інтерес до виходу людини поза межі Землі та прагнення подовжити життя людства як виду, але водночас висловлюються сумніви щодо їх реалістичності, способів реалізації та можливості життя земля на Марс.

## Критика
Крім основних аргументів критики ідеї колонізації космосу людиною (див. Колонізація космосу), є й інші, специфічні для Марса, заперечення:
- На Землі є цілий материк — Антарктида — умови життя на якому набагато сприятливіші, ніж на Марсі.
- Викликає занепокоєння факт можливого «забруднення» планети земними формами життя. Питання про існування (сьогодні чи у минулому) життя на Марсі досі не вирішено.
- Існує думка, що дослідження Марса було б економічніше провести із використанням роботів. Але ця ідея не виключає можливості подальшої колонізації.
- Багато вчених пропонують Місяць як логічніше місце для заснування першої позаземної колонії. Надалі ця база могла б бути використаною для проведення експедицій на Марс за участю людини.
- Як один з основних аргументів проти колонізації Марса наводиться аргумент про його надзвичайно малий ресурс ключових елементів, необхідних для життя (у першу чергу мова йде про водень, азот та вуглець). Проблемою є і енергетичний ресурс колоній землян[17].
- Украй низька температура поверхні Марса і низький атмосферний тиск змушує шукати вихід в інноваційних проєктах систем життєзабезпечення. Але, оскільки на земній поверхні не зустрічаються умови близькі до марсіанських, перевірити їх експериментально нині не видається можливим. Це, певною мірою, ставить під сумнів практичну цінність більшості з них.
- Також не вивчено довгостроковий вплив марсіанської гравітації на людей (усі досліди проводилися або у середовищі із земним тяжінням, або у невагомості). Ступінь впливу гравітації на здоров'я людей при її зміні від невагомості до 1 g не вивчена. На земній орбіті передбачається провести експеримент (Mars Gravity Biosatellite) на мишах із метою дослідження впливу марсіанської (0,38 g) сили тяжіння на життєвий цикл ссавців.
- Друга космічна швидкість Марса — 5 км/сек — досить висока, хоч і вдвічі менша за земну. Це підвищує витрати на міжпланетні переміщення вантажів і ускладнює досягнення рівня беззбитковості колонії за рахунок експорту матеріалів.
- Викликає побоювання також і психологічний чинник. Тривалість перельоту на Марс і подальше життя людей у замкнутому просторі на ньому можуть стати серйозними перешкодами на шляху освоєння планети.
- Також істотним недоліком Марса є пил, частинки якого нагадують борошно найдрібнішого помолу і який становить небезпеку для здоров'я людей.
- Деякі інші труднощі колонізації Марса випливають із істотних відмінностей цієї планети від Землі.
- Тераформування Марса малоймовірне внаслідок «змиву» його атмосфери у космос «сонячним вітром»[18].
- Фобос розглядається вченими як можлива база для дослідників Марса через те, що його слабка гравітація дозволяє безперешкодно посадити на його поверхню літальні апарати. Передбачалося, що астронавти зможуть керувати роботами. Вчені НАСА встановили, що спалахи і корональні викиди на Сонці можуть призводити до появи зарядів електрики на супутниках Марса Фобосі і Деймосі, що робить їх небезпечними для спускних модулів і зондів у ході майбутніх місій, повідомляється на сайті агентства[19].

## Видатні діячі, інженери про колонізацію Марса
- Ілон Маск: Мешканці першого марсіанського міста спочатку житимуть під «скляними куполами», але планета буде в кінцевому рахунку «терраформована для підтримки життя, як на Землі». Процес зміни Марса «йтиме довго і не дасть значних результатів протягом нашого життя», проте перша колонія може з'явитися вже найближчим часом[20].
- Професор Мартін Ріс з Кембриджського університету, що у Великій Британії, вважає, що підкорити марсіанські простори зможуть лише кіборги.

Ті, хто захоче досліджувати Марс, матимуть непоганий стимул для власної модифікації, адже звичайні люди зовсім не пристосовані для життя в умовах, що спостерігаються на Марсі. Саме тому будуть застосовані всі можливості для того, щоб швидко адаптуватися до іншого середовища. Буквально через кілька поколінь Марс буде колонізовано, але зовсім іншим видом" (кіборгами).